# 부안 내소사 설선당과 요사
부안 내소사 설선당과 요사(扶安 來蘇寺 設禪堂과 寮舍)는 대한민국 전북특별자치도 부안군 진서면, 내소사에 있는 조선시대의 건축물이다. 1986년 9월 8일 전라북도의 유형문화재 제125호로 지정되었다.

## 개요
내소사는 변산반도 남단에 있는 절로 백제 무왕 34년(633)에 혜구두타(惠丘頭陀)가 지었으며, 소래사라 하였다. 소래사가 내소사로 바뀐 것에 대한 사료적 근거는 없지만, 중국의 소정방이 이 절을 찾아와 시주한 것을 기념하기 위해서 고쳐 불렀다고 전한다. 인조 11년(1633)에 다시 짓고, 고쳐서 오늘에 이르고 있다.
내소사 경내에 있는 설선당과 요사는 서로 연결되어 있는 건물이다.
설선당은 인조 18년(1640)에 청영대사가 지은 것으로 앞면 6칸·옆면 3칸의 지붕 옆면이 사람 인(人)자 모양인 맞배지붕집이다. 오른쪽 1칸은 마루이고, 앞면에서 남쪽 2칸은 난방을 위한 부엌으로 큰 아궁이가 설치되어 있다. 지붕 처마를 받치기 위해 장식하여 만든 공포는 기둥 위에만 있는 주심포 양식이다.
요사는 설선당과 함께 인조 18년(1640)에 지어진 것으로 추정되며, 앞면 6칸·옆면 2칸의 지붕 옆면이 사람 인(人)자 모양인 2층 맞배지붕집이다. 현재 1층은 스님들의 방과 식당, 부엌으로 사용하고 있다. 2층은 마루로 식료품이나 물건을 보관할 수 있도록 각 칸의 벽면에 환기창을 설치하였다.
설선당과 요사는 4면이 연결되어 중앙 내부에 마당과 우물이 둔 回자형의 특이한 건축양식을 보여주고 있다.

## 같이 보기
- 내소사

## 참고 자료
- 내소사설선당과요사 - 국가유산청 국가유산포털